# Mông Thịnh La Bì
Thịnh La Bì（giản thể: 盛逻皮; phồn thể: 盛邏皮; bính âm: Shèng Luópí, 673-728）vị đại chiếu (tức là vua) thứ tư của Mông Xá Chiếu, con trai của La Thịnh. Năm 712, 
La Thịnh qua đời ở Trường An. Con trai của ông ta là Viêm Các kế vị, nhưng chưa được bao lâu cũng mất ngay trong năm 712. Thịnh La Bì là em trai của Mông Viêm Các lên thay làm vua. Tới năm 728, Thịnh La Bì qua đời, con là Bì La Các kế vị. Bì La Các đặt thụy hiệu là "Uy Thành vương", miếu hiệu "Mông Thái Tông" cho Thịnh La Bì.